# Kapel-Avezaath
Kapel-Avezaath est un village qui fait partie de la commune de Tiel dans la province néerlandaise du Gueldre. En 2007, le village comptait environ 460 habitants.
Kapel-Avezaath est situé au nord-ouest de Tiel, sur la Linge, en face de Wadenoijen. Quelques maisons situées de l'autre côté de l'Autoroute A1 appartiennent à la commune de Buren (identifiées par le code postal 4016.